# Śmiała Sześćdziesiątka
Śmiała Sześćdziesiątka (ang. Valiant Sixty) — grupa pierwszych działaczy oraz wędrownych kaznodziejów Religijnego Towarzystwa Przyjaciół (kwakrów). Pochodzili oni głównie z północnej Anglii i w XVII w. rozpowszechniali idee kwakierskie. Nazywano ich także Pierwszymi Głosicielami Prawdy (ang. First Publishers of Truth). W rzeczywistości było ich więcej niż sześćdziesięcioro.

## Niektórzy ważni członkowie
- George Fox — uważany za założyciela Religijnego Towarzystwa pryzjaciół. Przeżył niektórych innych przywódców, a jego mowy oraz dziennik wywarły duży wpływ na kwakryzm.
- Margaret Fell — jedna z pierwszych patronek G. Foxa i RTP. W jej domu (Swarthmoor Hall) odbywały się spotkania kwakrów. Później żona G. Foxa.
- Edward Burrough — kaznodzieja oraz apologeta RTP. Znany z debaty z Johnem Bunyanem.
- Mary Fisher — kaznodziejka i misjonarka, która odbyła podróż do Nowego Świata oraz Imperium Osmańskiego, aby rozpowszechniać wiarę kwakrów.
- Francis Howgill — kiedy poznał G. Foxa, był już nonkonformistą. Jest prawdopodobne, że wpłynął na niego w takim samym stopniu, w jakim Fox wpłynął na niego. Mary, jego siostra, także zaliczana jest do Śmiałej Sześćdziesiątki.
- Elizabeth Hooton — była baptystka, która dołączyła do RTP w samych jego początkach. Zmarła w trakcie podróży z innymi kwakrami, w tym z G. Foxem, do Nowego Świata.
- James Nayler — radykalny członek RTP. Z powodu jego zachowania dochodziło między nim a G. Foxem do licznych sporów, nie mniej pozostawał jednym z najbardziej wpływowych kwakrów w tym czasie.
- George Whitehead — nastoletni kaznodzieja, który przemierzał Anglię. Elizabeth Fletcher i Elizabeth Leavens także były nastolatkami, podobnie jak Jane oraz Dorothy Waugh, kiedy zaczynały swą pracę.

## Charakterystyka
Ci kwakierscy misjonarze stanowili wyjątek w swoich czasach. Kaznodziejstwem zajmowali się niemal wyłącznie dobrze wykształceni, wyświęceni bądź ordynowani duchowni, podczas gdy większość członków Śmiałej Sześćdziesiątki była prostymi rolnikami oraz handlarzami, a kilku z nich kobietami. Ponieważ Śmiała Sześćdziesiątka pochodziła z północnej części Anglii, uważano ich za zacofanych. Z powodu swojego sprzeciwu wobec ówczesnej struktury kościelnej w Anglii wielu z nich skazanych zostało na więzienie lub kary cielesne albo jedno i drugie. Kiedy zakazano praktyk kwakierskich, ich działalność stała się bezprawna, dlatego też uznana być może za wczesny przejaw obywatelskiego nieposłuszeństwa.
Członkowie Śmiałej Sześćdziesiątki podróżowali nie tylko po Anglii, lecz również po pozostałych częściach Wielkiej Brytanii, po Europie i po Ameryce Północnej. Jedna z nich, M. Fisher, zawędrowała nawet do Imperium Osmańskiego, gdzie odbyła z sułtanem Mehmedem IV rozmowę na temat swych przekonań religijnych.

## Lista członków
| - William Ames - Thomas Aldham - Christopher Atkinson - Anne Audland - John Audland - Thomas Ayrey - John Banks - Miles Bateman - Dorothy Bensen - Gervase Benson - George Bewley - Miles Birkett - Ann Blaykling - John Blaykling - John Braithwaite - Thomas Briggs - John Burnyeat - Edward Burrough - John Camm - Mabel Camm - William Caton - Richard Clayton - William Dewsbury |  | - Richard Farnsworth - Leonard Fell - Margaret Fell - Mary Fisher - Elizabeth Fletcher - George Fox - Thomas Goodaire - Miles Halhead - George Harrison - Roger Hebden - Thomas Holme - Elizabeth Hooton lub Hooten - Francis Howgill - Mary Howgill - Miles Hubbersty - Stephen Hubbersty - Richard Hubberthorne - Thomas Kilham - James Lancaster - John Lawson - Thomas Lawson - James Nayler - Alexander Parker |  | - James Parnell - Thomas Rawlinson - Ambrose Rigge - Thomas Robertson - Richard Robinson - Thomas Salthouse - John Scaife - William Simpson - John Gough - Thomas Stacey - John Story - John Stubbs - Thomas Stubbs - Christopher Taylor - Thomas Taylor - Dorothy Waugh - Jane Waugh - George Whitehead - John Whitehead - Robert Widders lub Withers - John Wilkinson |